# Алфеева, Валерия Анатольевна
Вале́рия Анато́льевна Алфе́ева (род. 19 июня 1938, село Пителино, Рязанская область, РСФСР, СССР) — советская и российская писательница, поэтесса, публицист, член Союза писателей СССР (1981).
Автор книги рассказов «Цветные сны», повестей «Джвари», «Призванные, избранные, верные», сборников «Странники», «Паломничество на Синай», «Невечерний свет», «Священный Синай», сборника стихотворений «Осанна».

## Биография
Родилась 19 июня 1938 года в селе Пителино, Рязанской области.
В 1961 году окончила факультет журналистики Московского государственного университета.
С 1981 года член Союза писателей СССР.

## Семья
- Была замужем за доктором физико-математических наук Валерием Григорьевичем Дашевским (1938—1984).
  - Сын — Иларион, епископ Русской православной церкви на покое, доктор богословия, доктор философии, патролог, церковный историк, композитор.

## Публикации в журналах
- «Москва» (1991, № 4; 1994, № 10-11; 1995, № 7).
- «Континент» (1995, № 83; (1996. № 86).
- «Новый мир» (1975, № 2; 1976, № 3; 1989, № 7).
- «Знамя» (1999, № 1).
- «Новая Россия» (1999, № 1; 2000, № 3)
- «Россия» (1999, № 4).